# Заведи ме вкъщи
„Заведи ме вкъщи“ е български драматичен филм от 2024 г. на режисьора Мартин Геновски по сценарий на Михаил Вешим, който е базиран на едноименната му повест, написана през 2014 г. Във филма участват Алекс Маринов, Асен Блатечки, Койна Русева, Албена Колева, Яна Маринова, Петър Калчев, Китодар Тодоров, Антон Радичев и Елизабет Методиева. Филмът е копродукция на Българската национална телевизия и се разпространява от МиксМедия Продъкшънс. Показан е първоначално на фестивала „Златна роза“ на 23 септември 2024 г. На 19 октомври 2024 г. е излъчен предпремиерно в Cinelibri, който е единственият български пълнометражен филм.

## Актьорски състав
- Алекс Маринов – Ян
- Асен Блатечки – Злати
- Койна Русева – Габи
- Албена Колева – Дора
- Яна Маринова – госпожа Велчева
- Петър Калчев – Тошо
- Китодар Тодоров – Плламен
- Елизабет Методиева – Дина
- Антон Радичев – Киро
- Константин Икономов – Мони
- Драгомир Драганов – Драго
- Димитър Стойнов – Оператор
- Емил Александров – Звукооператор
- Иван Станчев – Полицай
- Бохос Топакбашиян – Режисьор на пулт
- Митко Балабанов – Звукорежисьор
- Калоян Желев – Асистент звук
- Яна Качулска – Ирена
- Александър Карасански – Син на Пламен
- Бояна Бъчварова – Съпруга на Пламен
- Никола Йорданов – Редактор 1
- Румен Вангелов – Редактор 2
- Елизабет Фейм – Редактор 3
- Даниел Кръстева – Гримьор
- Жори Руменова – Журналист 1
- Ивана Стоилкова – Журналист 2
- Мартина Георгиева – Журналист 3
- Иво Николов – Охранител
- Иван Радославов – Дете в мол
- Наталия Радославова – Майка в мол

Актьори, деца от дом „Щастие“:
- Йоана Димитрова – Али
- Тайра Иванова – Ина
- Мартин Попов – Митко
- Виктор Красимиров – Пешко
- Кристиян Стоянов – Слави
- Стефани Савкова
- Емма Данкова
- Марио Борисов
- Биляна Металкова
- Иво Кирков
- Никола Ничев

гласови актьори:
- Александър Кендеров – Алберт
- Калоян Карагинев – глас на „Голдън шоу“
- Мартин Геновски – глас на „Глобус FM“
- Бояна Бъчварова – новинар
- Мария Статулова – майката на Злати